# Mastigophora honolulensis
Mastigophora honolulensis är en mossdjursart som först beskrevs av George Busk 1884.  Mastigophora honolulensis ingår i släktet Mastigophora och familjen Escharinidae. Inga underarter finns listade i Catalogue of Life.